# Diocèse de Saint-Jérôme-Mont-Laurier
Le diocèse de Saint-Jérôme-Mont-Laurier est un diocèse de l'Église catholique au Québec au Canada. Son siège est la cathédrale de Saint-Jérôme, et la cocathédrale du diocèse étant la cathédrale Notre-Dame-de-Fourvière de Mont-Laurier. Le diocèse a été érigé canoniquement le 23 juin 1951 par le pape Pie XII. Depuis 2019, son évêque est Raymond Poisson. Il est suffragant de l'archidiocèse de Montréal.

## Description
Le diocèse de Saint-Jérôme-Mont-Laurier est l'une des 20 juridictions de l'Église catholique au Québec au Canada. Son siège épiscopal est la cathédrale Saint-Jérôme à Saint-Jérôme,. Il est suffragant de l'archidiocèse de Montréal,. Depuis 2019, son évêque est Raymond Poisson,,.
Le territoire du diocèse de Saint-Jérôme couvre une superficie de 22 084 km2 et est divisé en 45 paroisses en 2024 réparties en six zones pastorales : Saint-Jérôme, Sainte-Thérèse, Saint-Eustache, Terrebonne, Lachute et Laurentides,. Il est contigu à l'archidiocèse d'Ottawa-Cornwall au sud-ouest, à l'archidiocèse de Gatineau à l'ouest, au diocèse de Mont-Laurier au nord-ouest, au diocèse de Joliette au nord-est, à l'archidiocèse de Montréal au sud-est et au diocèse de Valleyfield au sud.
En 2017, soit avant sa fusion avec le diocèse de Mont-Laurier, le diocèse de Saint-Jérôme desservait une population de 461 510 catholiques avec un total de 63 prêtres et 18 diacres permanents.

Emplacement du diocèse.

## Histoire

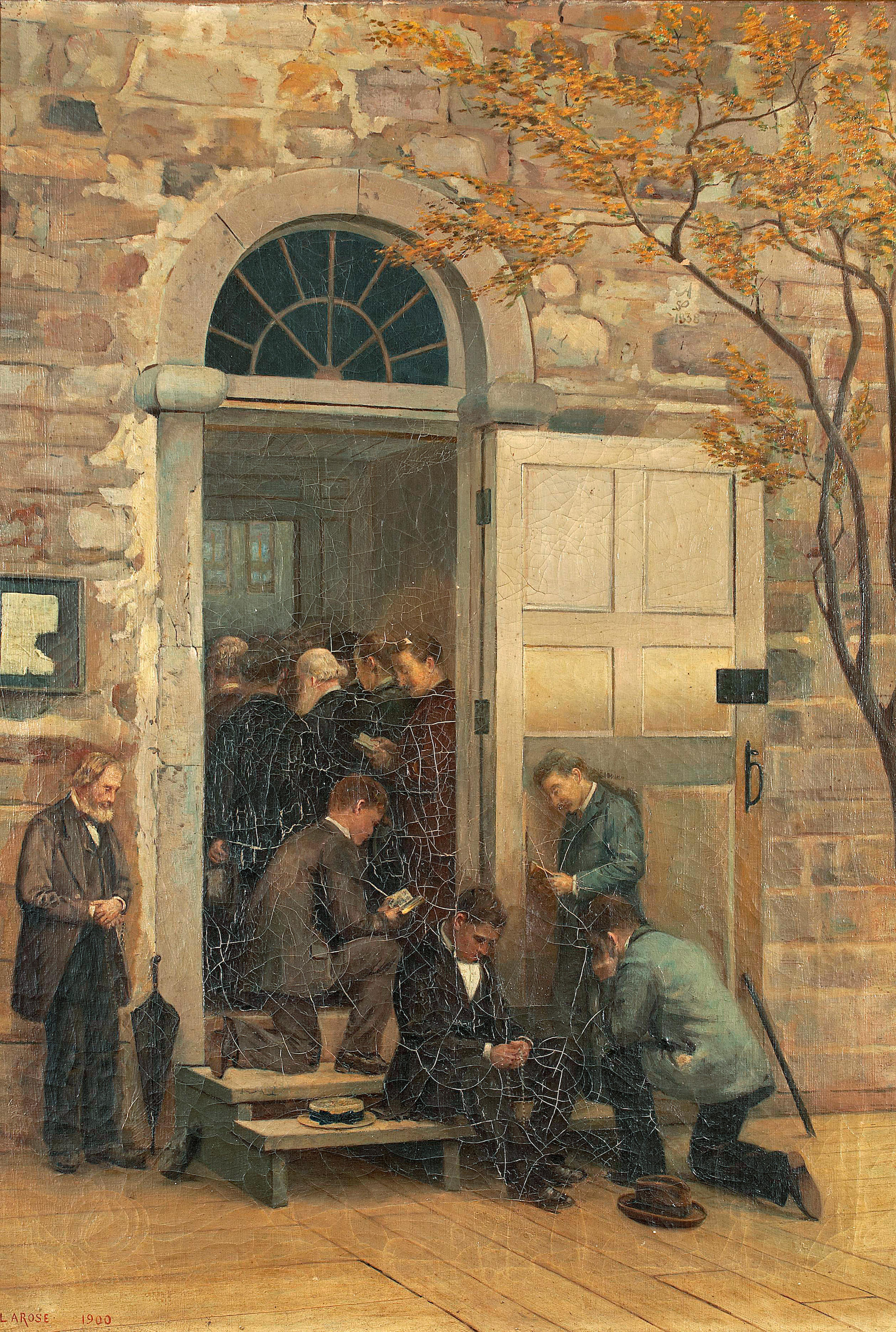
Avant la déchristianisation : La messe à l'église (débordante de fidèles) à St-Jérome, Qué., par Ludger Larose, 1900

Le diocèse de Saint-Jérôme a été érigé canoniquement le 23 juin 1951 par le pape Pie XII. Il est accompagné d’une mission générale lancée par le premier évêque du diocèse en 1957, Monseigneur Émilien Frenette. Cette mission a pour but de regrouper les chrétiens. Elle est mise sur pied dans le but de remédier à une difficulté sociale de l’époque : la déchristianisation. Elle servira à offrir une christianisation adaptée à la vie sociale de l’époque. Le diocèse est aussi appelé à être « ce qui a rassemblé pour un temps toute une population ». Le diocèse de Saint-Jérôme fut longuement discuté par le curé Labelle. Cependant, il n’est concrétisé qu’après sa mort. Avant la venue du diocèse, le curé Labelle offre aussi d’autres mesures pour contrer le phénomène de déchristianisation. Il propose et encourage la colonisation qui est faite par des communautés religieuses masculines par l’établissement d’une ferme et d’un orphelinat agricole à Huberdeau, en 1883. C’est sans aborder la sécularisation présente durant la Révolution tranquille. Le diocèse a été mis en place afin de contrer le phénomène d’urbanisation. À ce moment, entre 1850 et 1920, les Québécois et autres habitants des Laurentides se rendent en Nouvelle-Angleterre afin de combler les nombreux emplois offerts à cet endroit. Les églises du diocèse forgent ainsi chez la communauté un sentiment d’appartenance.
Le 1er juin 2022, le diocèse de Mont-Laurier est fusionné au diocèse de Saint-Jérôme pour former le diocèse de Saint-Jérôme-Mont-Laurier.

## Évêques

Armoiries de Raymond Poisson, évêque de Saint-Jérôme depuis 2019 et du diocèse fusionné depuis 2022.

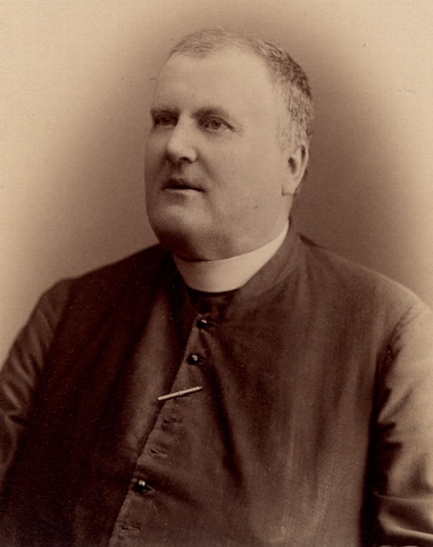
Antoine Labelle, dit le « curé Labelle ».

| # | Nom                           | Dates                             |
| - | ----------------------------- | --------------------------------- |
| 1 | Émilien Frenette              | 5 juillet 1951 - 11 juin 1971     |
| 2 | Bernard Hubert                | 25 juin 1971 - 27 janvier 1977    |
| 3 | Charles-Omer Valois           | 10 juin 1977 - 22 janvier 1997    |
| 4 | Gilles Cazabon                | 27 décembre 1997 - 3 juillet 2008 |
| 5 | Joseph Paul Pierre Morissette | 3 juillet 2008 - 21 mai 2019      |
| 6 | Raymond Poisson               | Depuis le 21 mai 2019             |

| Nom             | Dates                     |
| --------------- | ------------------------- |
| Raymond Poisson | 18 mai 2018 - 21 mai 2019 |

| Nom                  | Dates                               |
| -------------------- | ----------------------------------- |
| Raymond Saint-Gelais | 5 juillet 1980 - 19 février 1988    |
| Gilles Lussier       | 23 décembre 1988 - 7 septembre 1991 |
| Vital Massé          | 20 octobre 1993 - 8 septembre 2001  |
| Donald Lapointe (en) | 26 octobre 2002 - 30 juillet 2011   |
| Raymond Poisson      | 1er mai 2012 - 8 septembre 2015     |

## Personnalités
L'homme de clergé le plus connu dans l'histoire de Saint-Jérôme est Antoine Labelle, dit le « curé Labelle », qui a fait beaucoup pour amener le chemin de fer dans les pays d'en haut. Le séminaire de Sainte-Thérèse, où a œuvré dans sa jeunesse le cardinal Paul Grégoire, est devenu le collège Lionel-Groulx.

## Galerie

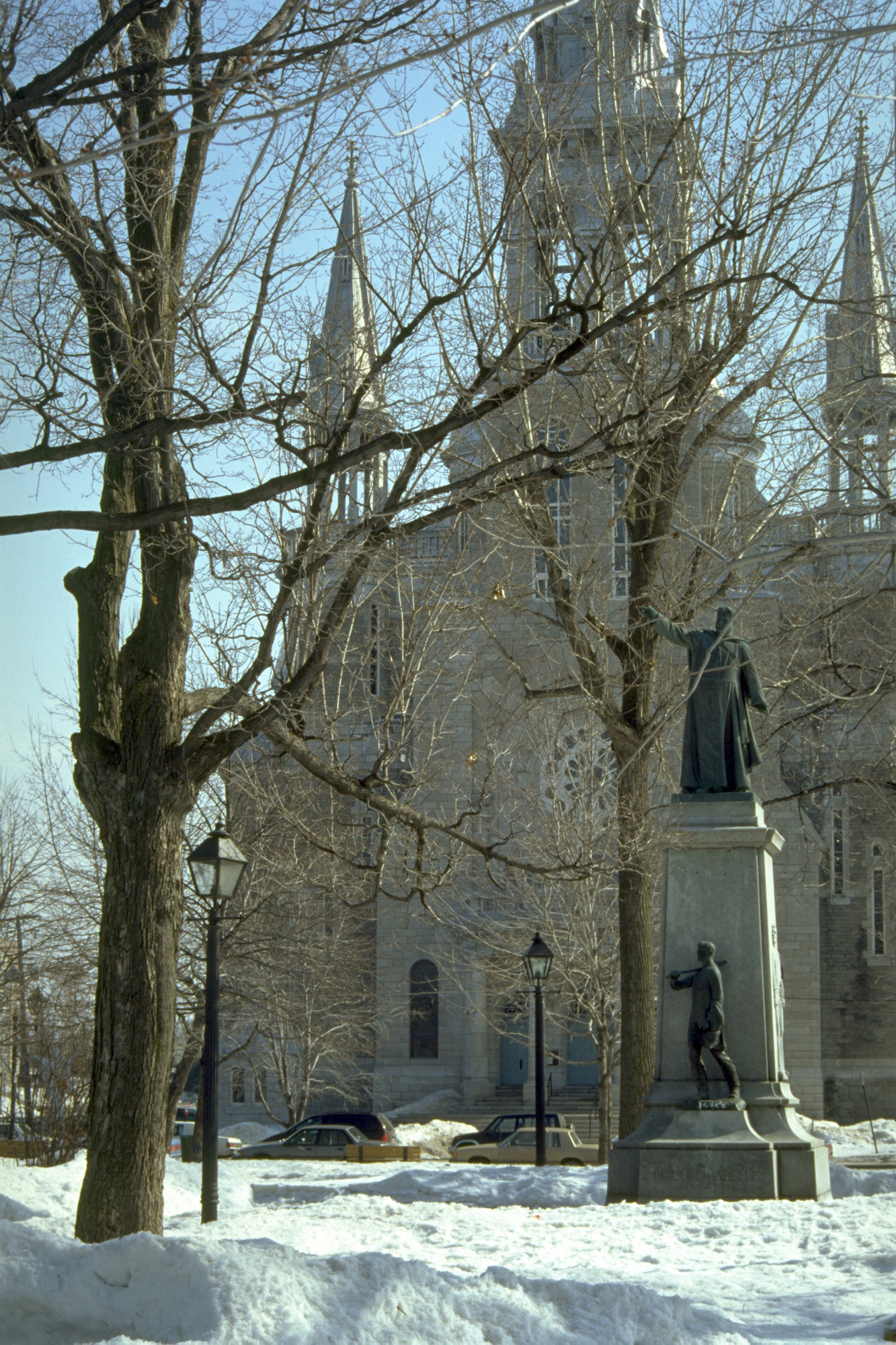
La cathédrale de Saint-Jérôme en 2007, avec la statue du curé Labelle.
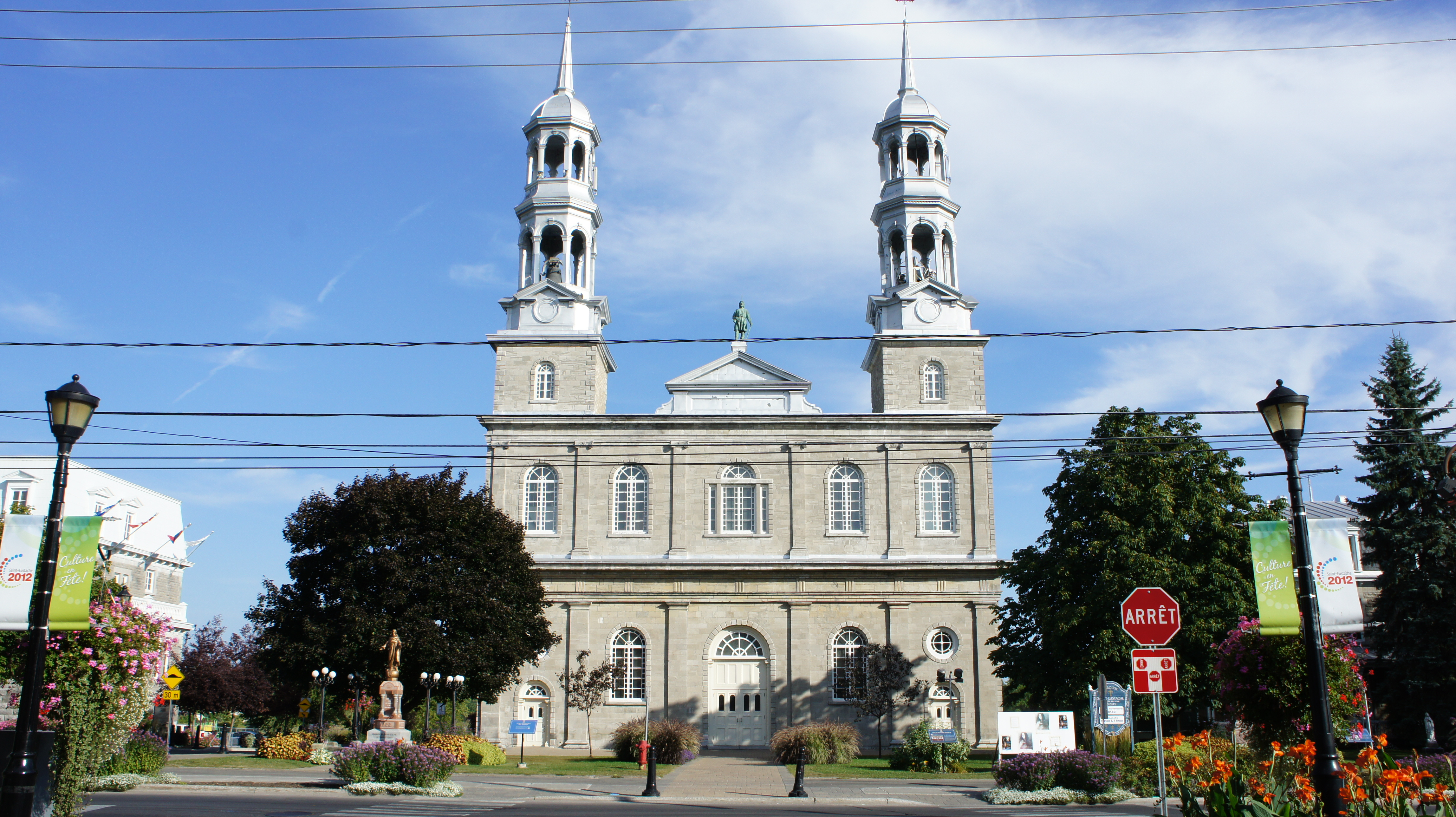
L'église Saint-Eustache de Saint-Eustache en 2011.
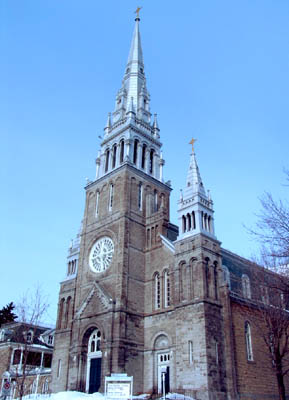
L'église Sainte-Thérèse-de-Blainville de Sainte-Thérèse en 2005.
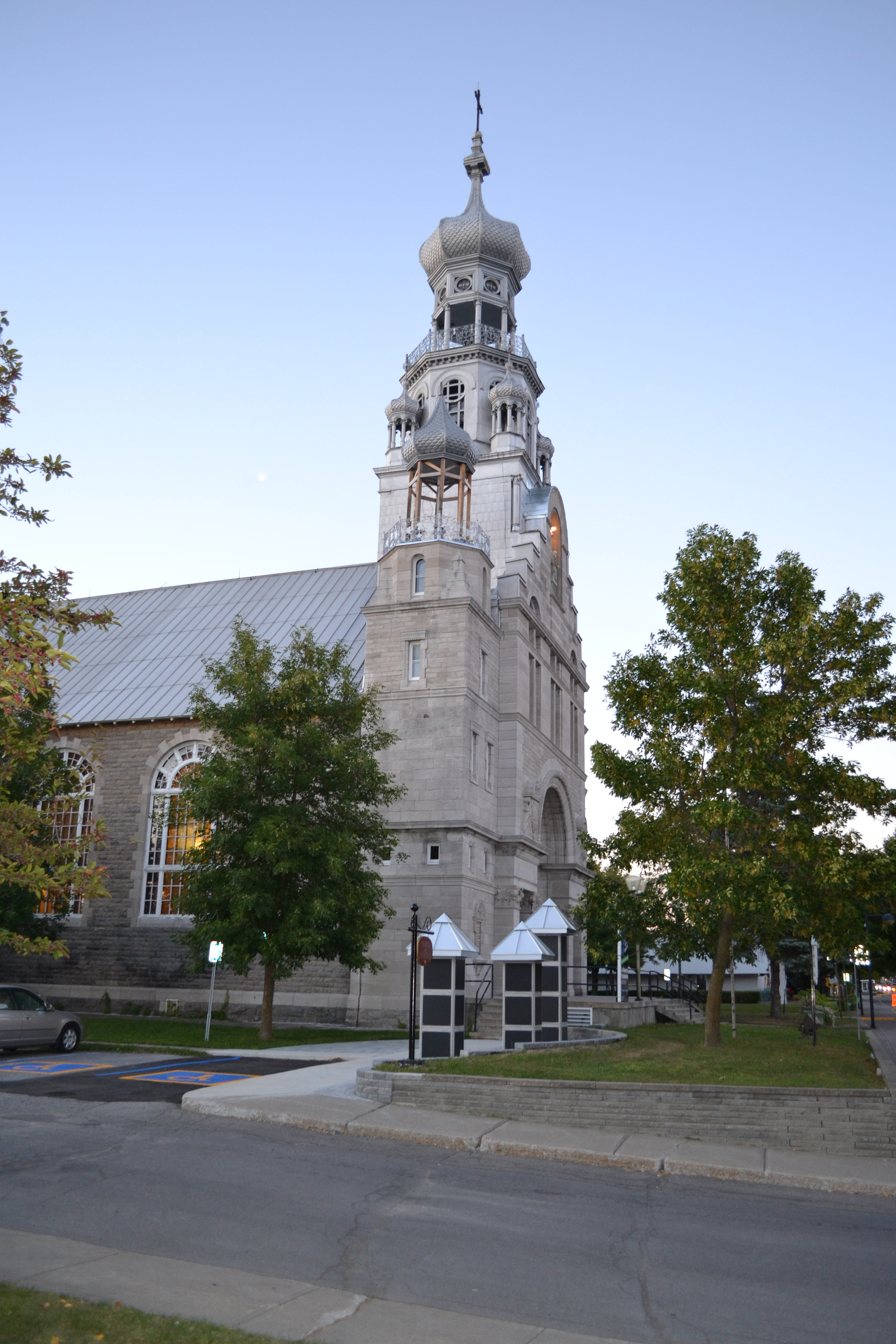
L'église Sainte-Anne de Sainte-Anne-des-Plaines en 2012.